# Перхово (Новоржевский район)
Перхово — деревня Новоржевском районе Псковской области. Входит в состав Вехнянской волости.
Расположена в 21 км к западу от райцентра, города Новоржев, и в 10 км к юго-западу от волостного центра Вехно.
Численность населения деревни по состоянию на 2000 год составляла 33 жителя.
До 2005 года входила в состав ныне упразднённой Дубровской волости с центром в д. Дубровы.